# AG-600 (航空機)
AG-600
AG-600
2014年の中国国際航空宇宙博覧会で展示された機体
- 用途：多用途飛行艇
- 分類：飛行艇
- 製造者：中国航空工業集団
- 運用者： 中華人民共和国
- 初飛行：2017年12月24日
- 生産数：3機
- 生産開始：2017年
- 運用状況：開発中

AG-600は、中華人民共和国の中国航空工業集団傘下の中航通用飛機が開発した多用途飛行艇である。愛称は「鯤竜」（こんりゅう、簡体字中国語: 鲲龙）。
なお、AG-600は「水陸両用機」であり、本格的なランディング・ギアを装備している。

## 概要
2008年に北京で開かれた『中国航空工業成果展覧会』において、『2009年度からの研究項目』との出展名で展示されたパネルにて発表された機体で、1970年代中盤に開発されて中国海軍で運用されている水轟五型(SH-5)多用途飛行艇の後継として開発されている大型飛行艇である。
海洋における救難以外にも、改造により空中消火、海洋調査などへの対応も可能。
救難機としては最大で12時間の滞空、航続距離は4,500km、2m以上の波に対応した着水能力を有し、最大50名を収容可能である。また屋外治療設備等の大型救急機材の搭載も可能とされる。
空中消火機としての能力は、水上を滑走しながら20秒以内に12トンの水を機内のタンクに給水可能。
機体部品の95%を国産でまかなうとされるがエンジンはイーウチェンコ設計局のライセンス生産である。

## 開発状況
2009年1月には、中国の大手銀行10行が、中国航空工業集団公司に対して今後10年間で合計1,760億人民元の融資を行うと発表しており、JL-600の開発はこの融資を受けて開始される新型航空機開発計画の最初の一つとなる予定で、2009年2月に中国航空工業集団公司が発表したところによれば、珠海市に新たに建設される航空機の設計・組立工場において、総額30億人民元を投じ、4年内にJL-600の初飛行を実現させる計画である。同年9月5日には珠海市において中国航空工業集団公司よりJL-600の開発計画の開始が正式に発表された。この発表会ではJL-600は大型の消火／救助用水陸両用航空機とされ、最大離水重量60t級の機体であり、世界最大の水陸両用航空機となるとの解説がなされた機体の完成予想模型が展示されていた。
2011年には2015年に初飛行予定と発表され、同時に「最大離陸・離水重量53,500kg、実用航続距離5,000km」とのスペックが公表された。
2014年7月には設計作業が完了してプロトタイプの製作が開始され、2015年後半の初飛行を目指していると発表された。
2015年7月17日にはプロトタイプの最終組み立てが開始し、2015年年末の前に終了され、2016年前半に初飛行予定と発表された。
2016年7月23日、中国広東省の珠海市AVIC工場内にて飛行試験（プロトタイプ）機が約7年の制作期間を経て完成公開された。同年12月30日、初号機が試験飛行センターに引渡された。
2017年12月24日、陸上での初飛行に成功し、中国中央電視台で生中継が行われた。
2018年8月30日、珠海金湾空港から離陸し、湖南省などの空域を経由して湖北省荊門市の荊門漳河空港までの飛行に成功し、水上でのテストに移行すると発表した。同年10月20日、荊門漳河空港で水上での試験飛行に成功した。
2020年7月26日、青島近郊で、洋上での初の離水飛行に成功した。
2022年5月31日、全長38.8m、最大離陸重量60tで、二重隙間フラップなどの新構造を採用した消火・救難型の3号機が、珠海金湾空港を10時55分に離陸、約20分間飛行し、11時15分に問題なく着陸。

## 配備・運用
AG-600は公安部が洋上哨戒と漁業監視に、交通部が海上救難に、林業部が消防任務にそれぞれ導入する計画を進めており、海軍も老朽化の進むSH-5の後継として海上救難型の導入を計画しているとされている。航続距離は当初の発表よりも減少した4,500kmとなったが、南シナ海で中国が開発を進める全ての人工島へアクセス可能であり、人員や物資の輸送に活用されることが示唆されている。。
2015年4月には既に17機を受注したと発表された。
この他にも海洋での環境調査や保護活動に活用されると報道されている。

### 輸出
開発当初から海外への輸出を想定しており、売り込みが図られている。
マレーシアやニュージーランドなど多くの島を持つ国が関心を表明している。

## 仕様
出典: AerospaceTechnology.com, Popular Science, Flight Global, Guo and militaryfactory.com
諸元
- 定員: 50名
- 全長: 37.0m
- 全高: 12.1m
- 翼幅: 38.8m
- 空虚重量: 32,000kg
- 最大離陸重量: 53,500kg
- 動力: WJ-6（英語版） ターボプロップエンジン、3,805 kW (5,103 hp)   × 4

性能
- 最大速度: 570km/h
- 航続距離:  （4,500km）
- 実用上昇限度: 10,500m
- 離陸滑走距離: 1,500m（水上）/1,800m（陸上）
- 運用可能最大波高：2.8m
搭載消火用水：12t[14]